# Turcinoemacheilus kosswigi
Turcinoemacheilus kosswigi és una espècie de peix de la família dels balitòrids i de l'ordre dels cipriniformes que es troba a Àsia: és un endemisme de les conques dels rius Tigris i Eufrates a Turquia.
Els mascles poden assolir 5,2 cm de longitud total.
És un peix d'aigua dolça, bentopelàgic i de clima subtropical.
És inofensiu per als humans.